# George B. McClellan Jr.
George Brinton McClellan Jr. (ur. 23 listopada 1865 w Dreźnie, zm. 30 listopada 1940 w Waszyngtonie) – amerykański polityk, członek Partii Demokratycznej, syn generała wojny secesyjnej, George’a McClellana. W latach 1895–1903 był przedstawicielem dwunastego okręgu wyborczego w stanie Nowy Jork do Izby Reprezentantów Stanów Zjednoczonych, a w latach 1904–1909 piastował urząd burmistrza Nowego Jorku.